# .nfo
Die Dateinamenserweiterung .nfo wird unter anderem in der Warez- und Demoszene für reine Textdateien (sogenannte NFO-Dateien) verwendet, die Informationen über gemeinsam damit verteilte Veröffentlichungen (wie Demos bzw. Schwarzkopien) enthalten. NFO ist dabei eine Abkürzung für „Info“, die aufgrund der 8.3-Beschränkung vieler Dateisysteme zustande kommt.
Weitere Programme, die NFO als Dateinamenserweiterung nutzen, sind u. a. das Dienstprogramm Systeminformationen des Microsoft-Betriebssystems Windows, das Windows-Programm Folio Views, das Computerspiel Age of Empires sowie die Multimediacenter-Distribution Kodi (vormals XBMC).

## NFO-Dateien der Warez- und Demoszene
Die erste NFO-Datei wurde  von der Warez-Gruppe The Humble Guys (kurz THG) für das 1990 von ihnen gecrackte Computerspiel Bubble Bobble genutzt. BUBBLE.NFO ersetzte dabei die bis dahin genutzten Readme-Dateien.

### Verwendung
War zuanfangs noch der Name der Software verwendet worden, so setzte sich nach kurzer Zeit der Name der Release Group als Dateiname durch. Diese Gruppe zeichnete für den Inhalt des veröffentlichten Pakets (Software wie Computerprogramme oder -spiele, aber auch Filme und ähnliches) verantwortlich. Stammt die Veröffentlichung beispielsweise von THG, so wurde THG.NFO als Dateiname verwendet. In der Datei fand sich dann ein einheitliches der Gruppe zugeordnetes ASCII-Art-Logo.
Das Vorhandensein einer NFO-Datei war in der Warez-Szene wie ein Authentizitäts-Zertifikat, das eine gültige Veröffentlichung bescheinigte. Die meisten Hacker-Gruppen konkurrierten um die erste gecrackte Veröffentlichung einer Software, gleichzeitig bestimmte aber auch die Qualität der Arbeit den Ruf der Gruppe. Viele Hacker-Gruppen testeten daher ihren Crack ausgiebig, um sicherzugehen, dass das Umgehen eines Kopierschutzes keine Beeinträchtigung der Software verursachte. Insofern ist die NFO-Datei und die Gruppe dahinter auch eine Art Qualitätsmerkmal.
In der Datei wurden neben Informationen zur Veröffentlichung, englisch Release, auch Grüße an andere Hacker oder Gruppen, Kommentare zu deren Veröffentlichung oder zu deren Arbeit, oft in Form von Lob oder Tadel, angeführt. Darüber hinaus gab die Gruppe Kontaktinformationen bekannt, um Mitglieder zu rekrutieren.
Bei den Informationen handelte es sich meist um Installationsanweisungen für die gecrackte Software, oft inklusive einer dafür benötigten Seriennummer.

### Anzeige
Dateien mit der Dateinamenserweiterung .NFO sind meist generische ASCII-Textdateien, die mit jedem Texteditor betrachtet werden können. Allerdings enthalten die meisten NFO-Dateien zusätzlich ASCII-Art, die ASCII-Erweiterungen und unterschiedliche Zeichensätze benötigen und unter MS-DOS und dazu kompatiblen DOS-Betriebssystemen mittels Zeichensatztabellen (englisch Codepages, abgekürzt „CP“) erstellt wurden. Übliche Zeichensatztabellen sind beispielsweise CP850 für Westeuropa und CP866 für Russland. Später wurde auch ANSI-Art verwendet, wofür unter MS-DOS jedoch ein ANSI-Treiber, z. B. ANSI.SYS, zur Verarbeitung der verwendeten ANSI-Escapesequenzen benötigt wird.
Um ASCII-Art und damit eine NFO-Datei richtig darstellen zu können, ist neben dem korrekten Zeichensatz (Codepage) auch die Verwendung von nichtproportionalen Schriften Pflicht, damit sich die Textgrafik nicht verschiebt. Neben aus der Warez-, Demo- und Shareware-Szene erhältlichen speziellen Anzeigeprogrammen, englisch NFO Viewer, können auf modernen Betriebssystemen viele erweiterte Texteditoren mit angepassten Einstellungen eine NFO-Datei korrekt darstellen. Ein Beispiel dafür ist das quelloffene und freie Windows-Programm Notepad++.
Für die Darstellung auf Internetseiten gibt es ebenfalls Entwicklungen, die den Text inklusive ASCII-Art korrekt z. B. in eine PNG-Bilddatei umwandeln können.

### Erstellung
Als einfache Textdatei kann der Inhalt in einem entsprechenden Texteditor bearbeitet werden, was bei ASCII-Art entsprechend aufwändiger ist.
In der Warez-, Demo- und Shareware-Szene gibt es diverse Programme, die das Erstellen von NFO-Dateien mit ASCII-Art erleichtern sollen. Die Release Groups selbst haben meist eigene Programme, die die schnelle Erstellung einer NFO-Datei erheblich erleichtern und automatisieren.

## Weitere Verwendungen
Neben der NFO-Datei als reine Textdatei gibt es einige Programme, die ebenfalls diese Dateinamenserweiterung nutzen. Diese enthalten inkompatible, meist binäre Daten und werden von spezifischen Programmen genutzt.
Age of Empires
Das Computerspiel Age of Empires von Microsoft verwendet eine Binärdatei mit der Erweiterung .nfo zum Speichern des Spielernamens und des Fortschritts in der Kampagne.
Folio Views
Das Windows-Programm Folio Views speichert Hilfeseiten in einer Binärdatei mit der Erweiterung .nfo. Die englische Bezeichnung für den Dateityp lautet „Folio Views Infobase File“.
Kodi
Unter Kodi (vormals XMBC) enthalten Dateien mit der Dateinamenserweiterung .nfo Metadaten im XML-Format.
Systeminformationen
Unter Windows sind Dateien mit der Dateinamenserweiterung .nfo seit Windows 2000 standardmäßig mit dem Programm Systeminformationen, msinfo32.exe, verknüpft. Sie beinhalten Informationen über ein Computersystem wie etwa die Hardwareausstattung.